# Miltiadīs Sapanīs
Miltiadīs Sapanīs (in greco: Μιλτιάδης Σαπάνης; Salonicco, 28 gennaio 1976) è un ex calciatore greco, di ruolo centrocampista.

## Carriera

### Nazionale
Gioca con la selezione greca le olimpiadi di Atene 2004, scendendo in campo 3 volte.

## Palmarès

### Club

#### Competizioni nazionali
- Campionato greco: 1

Panathinaikos: 2003-2004
- Coppa di Grecia: 1

Panathinaikos: 2003-2004